# Malimbus cassini
Malimbo-de-cassin ou malimbe-de-garganta-vermelha (Malimbus cassini) é uma espécie de ave da família Ploceidae.
Pode ser encontrada nos seguintes países: Camarões, República Centro-Africana, República do Congo, República Democrática do Congo, Guiné Equatorial, Gabão e Gana.